# Mallapanahalli, Hosadurga
Mallapanahalli là một làng thuộc tehsil Hosadurga, huyện Chitradurga, bang Karnataka, Ấn Độ.